# Kanton Saint-Jean-le-Blanc
Kanton Saint-Jean-le-Blanc (francouzsky Canton de Saint-Jean-le-Blanc) je francouzský kanton v departementu Loiret v regionu Centre-Val de Loire. Tvoří ho tři obce.

## Obce kantonu
- Saint-Cyr-en-Val
- Saint-Denis-en-Val
- Saint-Jean-le-Blanc